# Tomás López Medel
Tomás López Medel (1520-1582), était un juriste spécialisé en droit canonique espagnol. À partir de 1549, il fut fonctionnaire de l'administration espagnole dans les Indes occidentales au Guatemala, au Yucatán, puis en Colombie, avant de rentrer en Espagne en 1562. Il est l'auteur de plusieurs traités naturalistes sur le Nouveau Monde.

## Œuvres
- De los tres elementos: Aire, Agua y Tierra, en que se trata de las cosas que en cada uno de ellos, acerca de las Occidentales Indias naturaleza engendra y produce comunes con las de acá y particulares de aquel Nuevo Mundo (« Des trois éléments: Air, Eau et Terre, dans lequel il est question des causes de chacun d’entre eux, de la nature qu'engendrent les Indes Occidentales et produit des points communs avec ceux d’ici et des individus de ce Nouveau Monde »), 1565[1].